# Bipolarisation
Pour les articles homonymes, voir Bipolaire et Polarisation.
La bipolarisation, en politique, désigne un contexte, étatique ou international, dans lequel les forces s'organisent autour de deux puissances rivales dont aucune ne peut dominer l'autre ou qui contrôlent une situation de manière alternée. Son application comme modèle des relations internationales a donné lieu à des analyses divergentes.

## Politique internationale
Le terme de bipolarisation a été employé pour décrire la division du monde lors de la guerre froide (1947-1991) entre le bloc communiste, centré sur l'URSS, et le bloc occidental capitaliste. Il définit aussi l'état des relations internationales durant cette période, dominées par l'affrontement entre deux superpuissances, les États-Unis contre l' URSS, et de manière plus large, entre l'OTAN et le Pacte de Varsovie.
Cette division du monde entre deux pôles a été contestée par le mouvement des non-alignés, issu de la conférence de Bandung en 1955.
Certains analystes estiment qu'après la chute du mur de Berlin en 1989 et de la chute de l'URSS en 1991, le système bipolaire issu de la guerre froide a été remplacé par un système relativement unipolaire dominé par l'hyperpuissance des États-Unis, situation jugée positive par les dirigeants des États-Unis et du Royaume-Uni qui s'identifient au pôle occidental mais critiquée par les dirigeants français qui cherchent à faire prévaloir une conception multipolaire.
Cependant, l'hégémonie du pôle américain est peu durable et, au cours des années 2000, cèderait la place à un monde multipolaire parfois qualifié de chaotique où les puissances n'arrivent pas à établir des relations stables.
Dans les années 2010, ce système relativement multipolaire évoluerait vers un système bipolaire souple où la Chine ferait figure de superpuissance potentielle aux côtés des États-Unis.

## Politique intérieure
La bipolarisation va à l'encontre du « pluralisme politique » au sens où le champ politique serait disputé par plusieurs forces d'importance comparable plutôt que par deux forces principales. Elle est souvent associée au bipartisme. Utilisé dans les analyses des systèmes de partis, le terme de bipolarisation implique tout à la fois une évolution (passage de l'état « non bipolaire » à l'état « bipolaire ») et un type de système dans lequel le multipartisme s'organise peu à peu en deux pôles ou en deux coalitions, c'est-à-dire en système bipolaire[pas clair].
À l'échelle d'un État, cela désigne le regroupement des forces politiques entre deux camps principaux, par exemple, aux États-Unis, entre le Parti démocrate et le Parti républicain, ou en France entre la gauche et la droite.